# Вооружённые конфликты в Синьцзяне
Ниже представлен список вооружённых конфликтов, происходивших в Синьцзяне в течение Эры милитаристов и Гражданской войны в Китае. Они сыграли важную роль в Движении за независимость Восточного Туркестана.

## Крупные конфликты
- Кумульское восстание (1931—1934)
- Советская интервенция (1934)
- Исламское восстание (1937)
- Илийское восстание (1944—1949)

## Битвы
- Сражение при Аксу (1933)
- Сражение при Секеш-Таше (1933)
- Сражение при Кашгаре (1933)
- Сражение при Токсуне (1933)
- Сражение при Урумчи (1933)
- Сражение при Урумчи (1933—1934)